# A bakancslista
A bakancslista (eredeti cím: The Bucket List) 2007-ben bemutatott amerikai vígjáték-dráma, melynek rendezője és producere Rob Reiner, a forgatókönyvet Justin Zackham írta.
A főbb szerepekben Jack Nicholson és Morgan Freeman látható. A film főhőse két idős férfi, akik mindketten halálos betegek. Eltérő társadalmi helyzetük ellenére összebarátkoznak a kórházban és egy kívánságlistával („bakancslistával”) közös utazásra indulnak, hogy beteljesítsék régóta dédelgetett álmaikat, mielőtt „feldobnák a bakancsot”.
Az Amerikai Egyesült Államokban 2007. december 25-én került mozikba a film a Warner Bros. forgalmazásában. Magyarországon  2008. március 27-én mutatta be az InterCom. Bár kritikai fogadtatása vegyes volt, a film összesen 175,4 millió dolláros bevételt termelt a mozikban. Az Amerikai Filmkritikusok Szövetsége beválogatta a 2007-es év tíz legjobb filmje közé.

## Cselekmény
Réges-régen egy filozófiaprofesszor azt javasolta a diákjainak, hogy készítsenek egy „bakancslistát” - egy listát saját maguknak mindarról, amit meg akarnak tenni, látni és tapasztalni életük során, mielőtt meghalnak. De miközben Carter Chambers még mindig próbálja tisztázni magánéleti álmait és terveit, a valóság mindig közbeszólt: egy várandós asszony, egy gyermek, rengeteg felelősség, és végül a 46 éves autószerelői munka, amivel fenntartotta a családját. Mindez fokozatosan megváltoztatta a bakancslistáról alkotott elképzelését, ami nem volt több, mint az elszalasztott lehetőségek keserédes emléke és egy mentális gyakorlat, amire időről időre gondolt, hogy elüsse az időt, miközben a rák ellen küzd.
Eközben a milliárdos üzletember, Edward Cole soha nem lát egy listát sem anélkül, hogy ne a profitra gondolna. Mindig túlságosan el van foglalva a pénzkereséssel és a pénzügyi birodalma építésével ahhoz, hogy elgondolkodjon azon, vajon mik lehetnek a mélyebb szükségletei.
Carternél és Edwardnál is halálos betegséget, rákot állapítanak meg, és kevés az esélyük az életben maradásra, ezért mindketten kórházba kerülnek.
Carter és Edward ugyanabban a kórházi szobában találják magukat, és van idejük arra, hogy átgondolják, mi lesz a következő lépés, és hogy ez mennyire az ő kezükben van. Különbségeik ellenére hamarosan felfedezik, hogy két nagyon fontos dolog közös bennük: a beteljesületlen vágy, hogy elfogadják önmagukat és a döntéseiket, és a sürgető vágy, hogy az elvesztegetett időt azzal töltsék, hogy mindent megtegyenek, amit mindig is szerettek volna.
Így az orvosi utasítás és a józan ész ellenére ez a két vadidegen elhagyja a kórházat, és együtt indulnak útnak, hogy életük kalandján, egy bakancslistán menjenek végig, amin azok a dolgok szerepelnek, amit még a haláluk előtt meg akarnak tenni.

## Szereplők
| Színész         | Szerep            | Magyar hang    |
| --------------- | ----------------- | -------------- |
| Jack Nicholson  | Edward Cole       | Reviczky Gábor |
| Morgan Freeman  | Carter Chambers   | Kristóf Tibor  |
| Sean Hayes      | Thomas/Matthew    | Schmied Zoltán |
| Beverly Todd    | Virginia Chambers | Szirtes Ági    |
| Rob Morrow      | Dr. Hollins       | Holl Nándor    |
| Alfonso Freeman | Roger Chambers    | Kardos Róbert  |
| Rowena King     | Angelica          | Nyakó Júlia    |

## Fordítás
- Ez a szócikk részben vagy egészben  a   The Bucket List című angol Wikipédia-szócikk fordításán alapul.  Az eredeti cikk szerkesztőit annak laptörténete sorolja fel. Ez a jelzés csupán a megfogalmazás eredetét és a szerzői jogokat jelzi, nem szolgál a cikkben szereplő információk forrásmegjelöléseként.
- Ez a szócikk részben vagy egészben  a   The Bucket List című spanyol Wikipédia-szócikk fordításán alapul.  Az eredeti cikk szerkesztőit annak laptörténete sorolja fel. Ez a jelzés csupán a megfogalmazás eredetét és a szerzői jogokat jelzi, nem szolgál a cikkben szereplő információk forrásmegjelöléseként.